# Чилдрисс (Техас)
Чилдрисс (англ. Childress) — місто (англ. city) в США, в окрузі Чайлдресс штату Техас. Населення — 5737 осіб (2020).

## Географія
Чилдрисс розташований за координатами 34°26′8″ пн. ш. 100°16′57″ зх. д. / 34.43556° пн. ш. 100.28250° зх. д. (34.435452, -100.282382).  За даними Бюро перепису населення США в 2010 році місто мало площу 21,53 км², з яких 21,39 км² — суходіл та 0,14 км² — водойми.

### Клімат
| Клімат : Чилдрисс       | Клімат : Чилдрисс | Клімат : Чилдрисс | Клімат : Чилдрисс | Клімат : Чилдрисс | Клімат : Чилдрисс | Клімат : Чилдрисс | Клімат : Чилдрисс | Клімат : Чилдрисс | Клімат : Чилдрисс | Клімат : Чилдрисс | Клімат : Чилдрисс | Клімат : Чилдрисс | Клімат : Чилдрисс |
| Показник                | Січ.              | Лют.              | Бер.              | Квіт.             | Трав.             | Черв.             | Лип.              | Серп.             | Вер.              | Жовт.             | Лист.             | Груд.             | Рік               |
| Абсолютний максимум, °C | 30,6              | 35,0              | 37,8              | 41,1              | 43,9              | 47,2              | 45,6              | 46,1              | 42,2              | 39,4              | 33,9              | 31,1              | 47,2              |
| Середній максимум, °C   | 12,6              | 14,6              | 19,6              | 24,7              | 28,9              | 33,1              | 35,5              | 34,8              | 30,6              | 24,6              | 18,2              | 12,6              | 24,2              |
| Середній мінімум, °C    | −2,1              | 0,1               | 4,3               | 8,9               | 14,7              | 19,1              | 21,6              | 20,8              | 16,3              | 9,9               | 3,6               | −1,4              | 9,7               |
| Абсолютний мінімум, °C  | −25               | −23,3             | −16,7             | −5,6              | −2,8              | 6,7               | 11,7              | 11,1              | 1,1               | −6,1              | −14,4             | −20,6             | −25               |
| Норма опадів, мм        | 19                | 27                | 39                | 54                | 80                | 100               | 50                | 67                | 61                | 57                | 32                | 23                | 608               |
| Днів з опадами          | 3,5               | 4,6               | 5,3               | 5,9               | 8,0               | 8,7               | 5,5               | 6,6               | 6,1               | 6,1               | 4,6               | 4,1               | 69,0              |
| Днів зі снігом          | 1,6               | 0,9               | 0,4               | 0,1               | 0                 | 0                 | 0                 | 0                 | 0                 | 0,1               | 0,2               | 1,6               | 4,9               |
| ----------------------- | ----------------- | ----------------- | ----------------- | ----------------- | ----------------- | ----------------- | ----------------- | ----------------- | ----------------- | ----------------- | ----------------- | ----------------- | ----------------- |
| Джерело: NOAA           |                   |                   |                   |                   |                   |                   |                   |                   |                   |                   |                   |                   |                   |

## Демографія
Згідно з переписом 2010 року, у місті мешкало 6105 осіб у 1952 домогосподарствах у складі 1241 родини. Густота населення становила 284 особи/км².  Було 2363 помешкання (110/км²).
Расовий склад населення:
| - 80,0 % — білих - 11,4 % — чорних або афроамериканців - 0,8 % — азіатів - 0,5 % — корінних американців - 5,9 % — осіб інших рас |

До двох чи більше рас належало 1,4 %. Частка іспаномовних становила 29,8 % від усіх жителів.
За віковим діапазоном населення розподілялося таким чином: 21,2 % — особи молодші 18 років, 64,5 % — особи у віці 18—64 років, 14,3 % — особи у віці 65 років та старші. Медіана віку мешканця становила 32,3 року. На 100 осіб жіночої статі у місті припадало 146,4 чоловіків;  на 100 жінок у віці від 18 років та старших — 159,3 чоловіків також старших 18 років.
Середній дохід на одне домашнє господарство  становив 50 896 доларів США (медіана — 33 934), а середній дохід на одну сім'ю — 58 138 доларів (медіана — 36 729). Медіана доходів становила 38 923 долари для чоловіків та 22 277 доларів для жінок. За межею бідності перебувало 23,2 % осіб, у тому числі 30,4 % дітей у віці до 18 років та 10,6 % осіб у віці 65 років та старших.
Цивільне працевлаштоване населення становило 2066 осіб. Основні галузі зайнятості: освіта, охорона здоров'я та соціальна допомога — 31,1 %, публічна адміністрація — 13,5 %, роздрібна торгівля — 7,5 %, виробництво — 6,5 %.